# Bellvitge (métro de Barcelone)
Bellvitge est une station de la ligne 1 du métro de Barcelone. Elle est située sur la Rambla de la Marina sur le territoire de la ville de L'Hospitalet de Llobregat, dans l'Aire métropolitaine de Barcelone en Catalogne.

## Situation sur le réseau

Plan du métro de Barcelone (2019).

Établie en souterrain, la station Bellvitge de la ligne 1 du métro de Barcelone, est établie entre le terminus ouest Hospital de Bellvitge et la station Avinguda Carrilet, en direction de la station terminus Fondo.

## Histoire
La station Bellvitge est mise en service le 19 octobre 1989, lors de l'ouverture de l'exploitation du prolongement vers l'ouest de la ligne 1 du métro de Barcelone, d'Avinguda Carrilet à Feixa Liarga,.

## Services aux voyageurs

### Accès et accueil
La station dispose de deux bouches, situées de chaque côté de la Rambla de la Marina, qui permettent l'accès, par des escaliers, au hall nord, et également deux autres bouches, dont l'une dispose d'un ascenseur, pour l'accès au hall sud. Les deux halls disposent d'un guichet et d'automates. L'accès aux quais se fait par des escaliers, des escaliers mécaniques, et un ascenseur (uniquement dans le hall sud). La station comporte deux quais latéraux longs de 96 mètres. La station est accessible aux personnes en situation de handicap.

### Desserte
Bellvitge est desservie par les circulations de la ligne 1 du métro de Barcelone. Les horaires du métro sont (hors jours fériés et fêtes) : de 5 h à minuit du lundi au jeudi ; de 5 h à 2 h du matin le vendredi ; les week-ends du samedi 5 h au dimanche minuit + 1 h. Pour les jours fériés et fêtes, les horaires sont :  de 5 h à minuit pour les jours fériés ; de 5 h à 2 h pour la veille d'un jour férié ; et de 5 h du matin à la fin de la nuit suivante pour les 31 décembre, 23 juin, 14 août et 24 septembre.

### Intermodalité
À proximité, des arrêts de bus sont notamment desservis par les lignes : 110, L10, L11, M14 et N15.

## À proximité
Elle dessert le quartier résidentiel de Bellvitge.